# Jeff Zients
Jeffrey Dunston Zients (/ˈzaɪənts/), né le 12 novembre 1966, est un dirigeant d'entreprise américain et un haut fonctionnaire au sein de l'administration du président des États-Unis Joe Biden. Zients occupe actuellement le poste de 31e chef de cabinet de la Maison-Blanche. Au début de l'administration Biden, il est conseiller du président et coordinateur de la réponse à la pandémie de Covid-19, de janvier 2021 à avril 2022,,.
Sous la présidence de Barack Obama, Zients exerce les fonctions de directeur du Conseil économique national de février 2014 à janvier 2017, de directeur par intérim du Bureau de la gestion et du budget en 2010 puis de 2012 à 2013, et dirige les efforts d'urgence pour réparer le site healthcare.gov après le lancement chaotique de ce composant crucial d'Obamacare.
Avant d'entrer au gouvernement, Zients a occupé des postes de direction dans plusieurs entreprises, notamment au sein de l'Advisory Board Company et de CEB. Il rejoint l'administration Biden après avoir pris congé de son poste de directeur général de Cranemere, une société d'investissement. Il a également siégé au conseil d'administration de Facebook de 2018 à 2020.